# Bosque (rivière)
Pour les articles homonymes, voir Bosque.
La rivière Bosque, en anglais : Bosque River, est une rivière de 185,1 km de long, du Centre du Texas, alimentée par quatre branches primaires. La plus longue branche, Bosque Nord, se forme près de Stephenville  et coule vers Waco en passant par les comtés de Hamilton, Bosque et McLennan. Elle est ensuite rejointe par la branche Bosque Est dans le comté de Bosque et les rivières Bosque Sud et Middle Bosque près de Waco. La rivière aboutit dans le fleuve Brazos et est endiguée pour former le lac Waco (en).
La rivière Middle Bosque borde le ranch Prairie Chapel, résidence du président George W. Bush, au nord-ouest de Crawford, au Texas.

### Source de la traduction
- (en) Cet article est partiellement ou en totalité issu de l’article de Wikipédia en anglais intitulé « Bosque River » (voir la liste des auteurs).